# Обердорф (Базель-Ланд)
Обердорф (нем. Oberdorf BL) — коммуна в Швейцарии, в кантоне Базель-Ланд. 
Входит в состав округа Вальденбург. Население составляет 2280 человек (на 31 декабря 2007 года). Официальный код  —  2892.